# Commenda (Brindisi)
Commenda è il nome di uno dei rioni della città di Brindisi.

## Origine del nome
Il nome Commenda deriva dalla parola commendatario. Questo rione in passato essendo geograficamente lontano dalle cure del vescovo, veniva amministrato da un commendatario. Originariamente, secondo il diritto ecclesiastico, si trattava di un privilegio o di una forma contrattuale in uso nel Medioevo, specialmente nelle città di mare come Brindisi.

## Storia
Al centro dell’attuale rione Commenda nel quadrilatero compreso tra le attuali via Appia, via Orazio Flacco, via Mecenate e via Numa Pompilio vi era un’area in cui erano presenti alcune cavità naturali che emanavano esalazioni particolarmente sgradevoli. In un antico documento del 1260 la località era già indicata come Puteus fetens. La commenda durante il medioevo apparteneva all'Ordine di San Giovanni di Gerusalemme ma la riduzione della sede brindisina a semplice dipendenza della commenda di Barletta determinò il minore interesse dei canonici verso le proprietà locali, dal 1496 passate all’Ordine Gerosolimitano, e man mano abbandonate e lasciate prive di manutenzione.
Dopo l’Unità d’Italia la Commenda fu acquisita prima dal Demanio poi dal Comune di Brindisi.
Il rione Commenda fino agli anni Cinquanta del novecento era parte delle zone agricole della città.